# Pilar Ramos
María del Pilar Ramos Sánchez (Aguascalientes, Aguascalientes, 1972) es una artista mexicana originaria del estado de Aguascalientes.

## Biografía
Pilar Ramos nació en Aguascalientes, Ags. en 1972. Egresada de la Universidad Autónoma de Aguascalientes en la licenciatura de Diseño Textil, también tiene estudios en artes plásticas realizados en el Museo José Guadalupe Posada y, en el taller de dibujo en el Centro de Artes Visuales. Ha obtenido diversos premios de adquisición, entre los que se encuentran el XIX Encuentro Nacional de Arte Joven y el Tercer Concurso Nacional de Grabado "José Guadalupe Posada".
Ramos ha sido coordinadora de la Licenciatura en Artes Visuales de la Universidad de las Artesy del Centro de Artes Visuales, del Instituto Cultural de Aguascalientes.
Parte de su obra se encuentra en el Museo de Arte Contemporáneo 'Número 8', de Aguascalientes.
En 2013, fue curadora, junto a Rolando López y Omar Fraire, del  festival de arte sonoro Punto Ciego 2.0.
Pilar Ramos ha sido jurado de certámenes de pintura. En 2014 fue jurado del 3er Concurso de Artes Plásticas y Gráficas Dr. Alfonso Pérez Romo. En 2019, fue parte del jurado del XXXIX Encuentro Nacional de Arte Joven, leyendo el dictamen durante la premiación. En el mismo año participó como diseñadora del mausoleo en honor a Jesús Fructuoso Contreras.

## Estilo artístico
Pilar Ramos ha explorado diversas facetas de las artes visuales, desde la pintura, el grabado, el collage, los textiles, multimedia, performance, intervenciones urbanas, la instalación, entre otras. Su trabajo artístico abarca diversas temáticas desde "los mecanismos de deseo, ilusión, desencanto y evasión a través de una cotidianidad entendida como tejido y ensamble mecánico".

## Obra
Selección de obra pictórica:
- El encuentro (2008), carbón en papel, 30 x 40 cm[11]
- La rubia sin manos (2009), collage en lienzo, 30 x 30 cm[12]
- La maestra y su aprendiz (2009), óleo en tela, 125 x 150 cm[13]
- Te Amo (2017), óleo en tela, 100 x 120 cm[14]
- Residuos para un volcán (2020), óleo sobre lienzo, 42 x 55 cm[15]
- La defenZa que nombro (2020), óleo sobre lienzo, 128 x 55 cm[16]
- La geisha desatada (2021), óleo sobre lienzo, 80 x 80 cm[17]
- Dos de cal y una de arena (2021), óleo sobre lienzo, 57 x 56 cm[18]

Obra audiovisual:
- Señoritas Crepé (2020), cortometraje, junto a Iván Marín[19]

## Premios y Becas
- Premiada en la XIX edición del Encuentro Nacional de Arte Joven (1999) con la obra El violador[1][20]
- Gran Premio Omnilife 1999, Guadalajara, Jalisco[19]
- Premiada en el Tercer Concurso Nacional José Guadalupe posada[1]
- FECA en la categoría de Jóvenes Creadores,1996, con el proyecto Entre una bella decepción y un halago criminal [21]
- FECA en la categoría de Jóvenes Creadores,1998, con el proyecto Las historias y sus juicios[22]
- FONCA en el 2000, en la disciplina de artes visuales, Realizar una serie de paisajes que representen las afueras o periferia de la ciudad de Aguascalientes[23]
- Bienal de Arte Universitario de la UAEM (mención honorífica), 2007[19]
- Bienal de Arte Emergente. Monterrey (mención honorífica), 2007[19]
- Premio en el Encuentro Estatal de Productores, con la pieza Bordando la renuncia, 2012, con el colectivo la Franquicia (Leonardo Martínez Sandoval y Axel Flores Serna)[24]
- Premio de producción en la XIX Bienal Nacional de Fotografía, Centro de la Imagen, 2021[19]
- Seleccionada en la Trienal de Tijuana: I Internacional Pictórica. Tijuana 2021[19]

## Exposiciones

### Exposiciones individuales
- 2016 - Sin miedo a caer, Museo Nacional de la Muerte[25]

### Exposiciones colectivas
- 2003 - Diez en diez, plástica de Aguascalientes en el Ex convento del Carmen, Guadalajara[26]
- 2007 - Artistas destacados de la pintura actual de México, Festival Cultural de Mayo, Jalisco[27]
- 2014 - Contextos, Galería Universitaria de la Universidad Autónoma de Aguascalientes[28]
- 2015 - Subasta de Arte en favor de la Casa Terán, Teatro Víctor Sandoval[29]
- 2018 - 10 años en 10 portadas, La Jornada Aguascalientes, Centro de Artes Visuales, Aguascalientes[30]
- 2018 - Aquí y Ahora, Galería de la Ciudad de la Casa de la Cultura 'Víctor Sandoval'[31]
- 2020 - 25 años, 15 artistas. Centro Cultural Los Arquitos[32]
- 2022 - La veladura y el fantasma. XIX Bienal de Fotografía 2021, Museo del Periodismo y las Artes Gráficas. Ciudad de México[33]
- 2022 - De Aquí para Allá. Agitaciones Recíprocas entre México y Chile. Ex Escuela de Cristo-Casa Pía, Aguascalientes[34]
- 2023 - Expo Obra Gráfica de Artistas Mujeres. Galería El Obraje, Aguascalientes[35]

### Curadora
- 2016 - Epicentros de resistencia, reflexiones sobre lo global-local. Galería Universitaria de la Universidad Autónoma de Aguascalientes. Trino Guerrero, Alfredo Santoyo, Miguel Santos, Leonardo Barrera y Rolando López[36]